# Frederik Søgaard
Frederik Søgaard Mortensen (Nyborg, 25 de julio de 1997) es un deportista danés que compite en bádminton, en la modalidad de dobles. Ganó dos medallas de bronce en el Campeonato Europeo de Bádminton, en los años 2024 y 2025.

## Palmarés internacional
| Campeonato Europeo | Campeonato Europeo     | Campeonato Europeo | Campeonato Europeo |
| Año                | Lugar                  | Medalla            | Prueba             |
| ------------------ | ---------------------- | ------------------ | ------------------ |
| 2024               | Saarbrücken (Alemania) | Medalla de bronce  | Dobles             |
| 2025               | Horsens (Dinamarca)    | Medalla de bronce  | Dobles             |